# Anopheles rageaui
Anopheles rageaui är en tvåvingeart som beskrevs av Mattingly och Adam 1954. Anopheles rageaui ingår i släktet Anopheles och familjen stickmyggor. Inga underarter finns listade i Catalogue of Life.